# La souveraineté appartient inconditionnellement à la Nation
 (mars 2025).

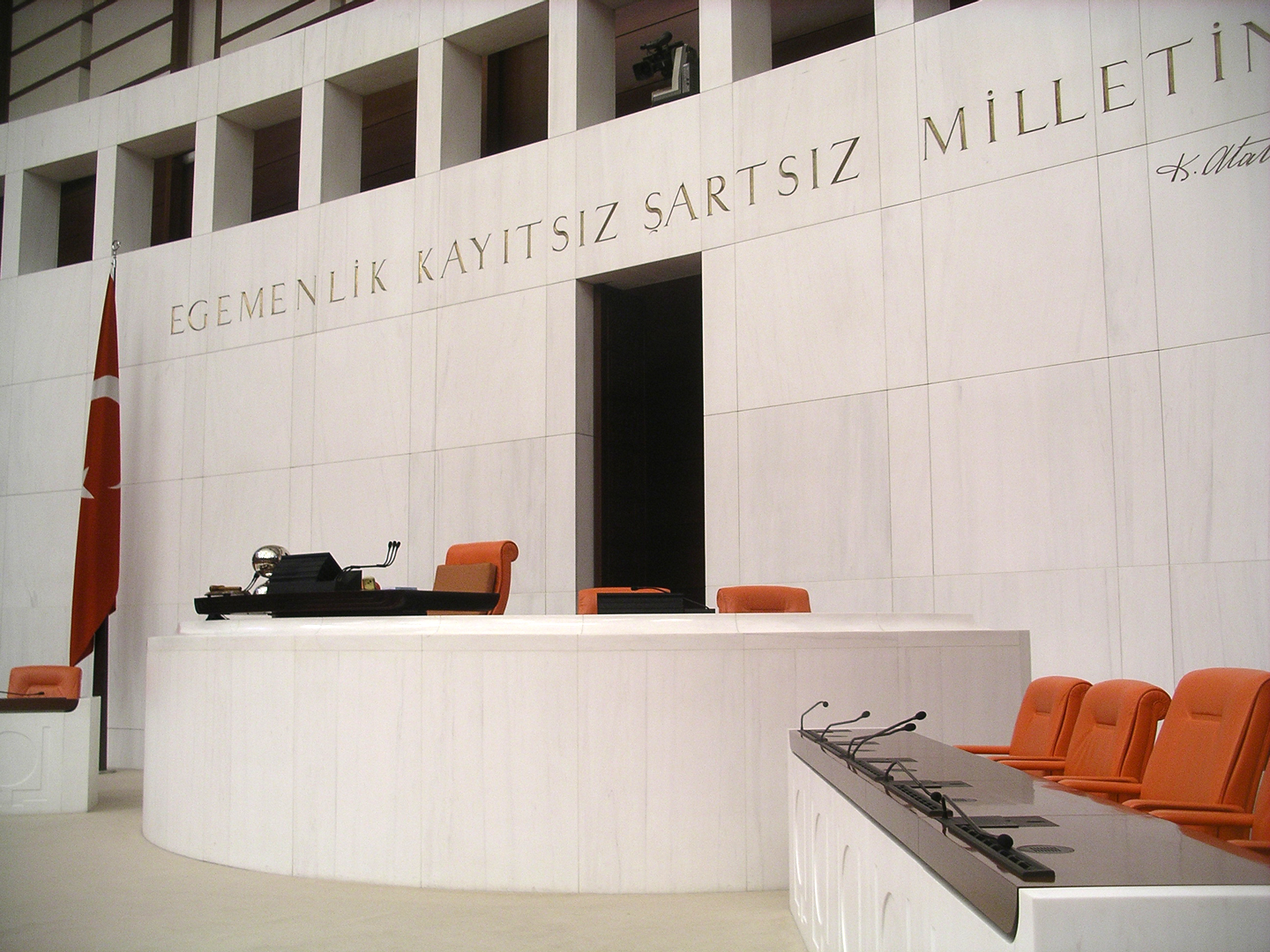
Egemenlik kayıtsız şartsız Milletindir est gravé sur le mur de la Grande Assemblée nationale de Turquie.

La souveraineté appartient inconditionnellement à la Nation (turc : Egemenlik kayıtsız şartsız Milletindir ; turc ottoman : حاكميّت بلاقيد و شرط ملّتڭدر) est le principe fondateur de la république de Turquie, gravé sur le mur derrière le perchoir du président de la Grande Assemblée nationale.
Ce principe s'apparente à l'article 3 de la Déclaration des droits de l'homme et du citoyen de 1789 : « Le principe de toute souveraineté réside essentiellement dans la Nation. Nul corps, nul individu ne peut exercer d'autorité qui n'en émane expressément. ». Il est rappelé à l'article 6 de la constitution de la république de Turquie. La première lettre du mot Milletindir (« peuple de la Nation ») s'écrit avec une majuscule, car elle fait référence à la Nation turque.
Cette expression a été utilisée par certains journaux turcs à la suite de la tentative de coup d’État manquée de 2016 en Turquie. Elle est de nouveau largement utilisée en 2025 lors du mouvement de protestation résultant de la mise en examen du maire d'İstanbul Ekrem İmamoğlu.